# ساوت‌گیت (فلوریدا)
ساوت‌گیت (به انگلیسی: Southgate) یک حوزه سرشماری در ایالات متحده آمریکا است که در شهرستان ساراسوتا، فلوریدا واقع شده‌است. ساوت‌گیت ۵٫۴ کیلومتر مربع مساحت و ۷٬۱۷۳ نفر جمعیت دارد و ۰ متر بالاتر از سطح دریا واقع شده‌است.